# Hedingen
Hedingen är en ort och kommun i distriktet Affoltern i kantonen Zürich, Schweiz. Kommunen har 3 963 invånare (2023).